# Croton sipaliwinensis
Croton sipaliwinensis är en törelväxtart som beskrevs av Joseph Lanjouw. Croton sipaliwinensis ingår i släktet Croton och familjen törelväxter. Inga underarter finns listade i Catalogue of Life.